# Porte d'Issy
La porte d'Issy ou porte d'Issy-les-Moulineaux est une porte de Paris, en France, située dans le 15e arrondissement.

## Situation et accès
La porte d'Issy est une porte de Paris située à 600 m à l'est de la porte de Sèvres et 300 m à l'ouest de la porte de Versailles. Elle se trouve sur le boulevard Victor, au croisement avec la rue Desnouettes.
Elle est située à proximité du Parc des expositions de la porte de Versailles, du Palais des sports de Paris et de l'état-major de l'Armée de l'air.
La porte d'Issy est desservie à proximité par la ligne 3a du tramway d'Île-de-France à la station Desnouettes et à proximité par la ligne 2 du tramway d'Île-de-France à la station Porte d'Issy.
Elle ne possède aucun accès au périphérique extérieur.